# La Loma de Lugo
La Loma de Lugo är en ort i Mexiko.   Den ligger i kommunen Sinaloa och delstaten Sinaloa, i den västra delen av landet, 1 200 km nordväst om huvudstaden Mexico City. La Loma de Lugo ligger 44 meter över havet och antalet invånare är 435.
Terrängen runt La Loma de Lugo är platt. Runt La Loma de Lugo är det ganska tätbefolkat, med 72 invånare per kvadratkilometer. Närmaste större samhälle är La Trinidad, 18,9 km väster om La Loma de Lugo. Trakten runt La Loma de Lugo består till största delen av jordbruksmark.